# 豐和64式7.62毫米自動步槍

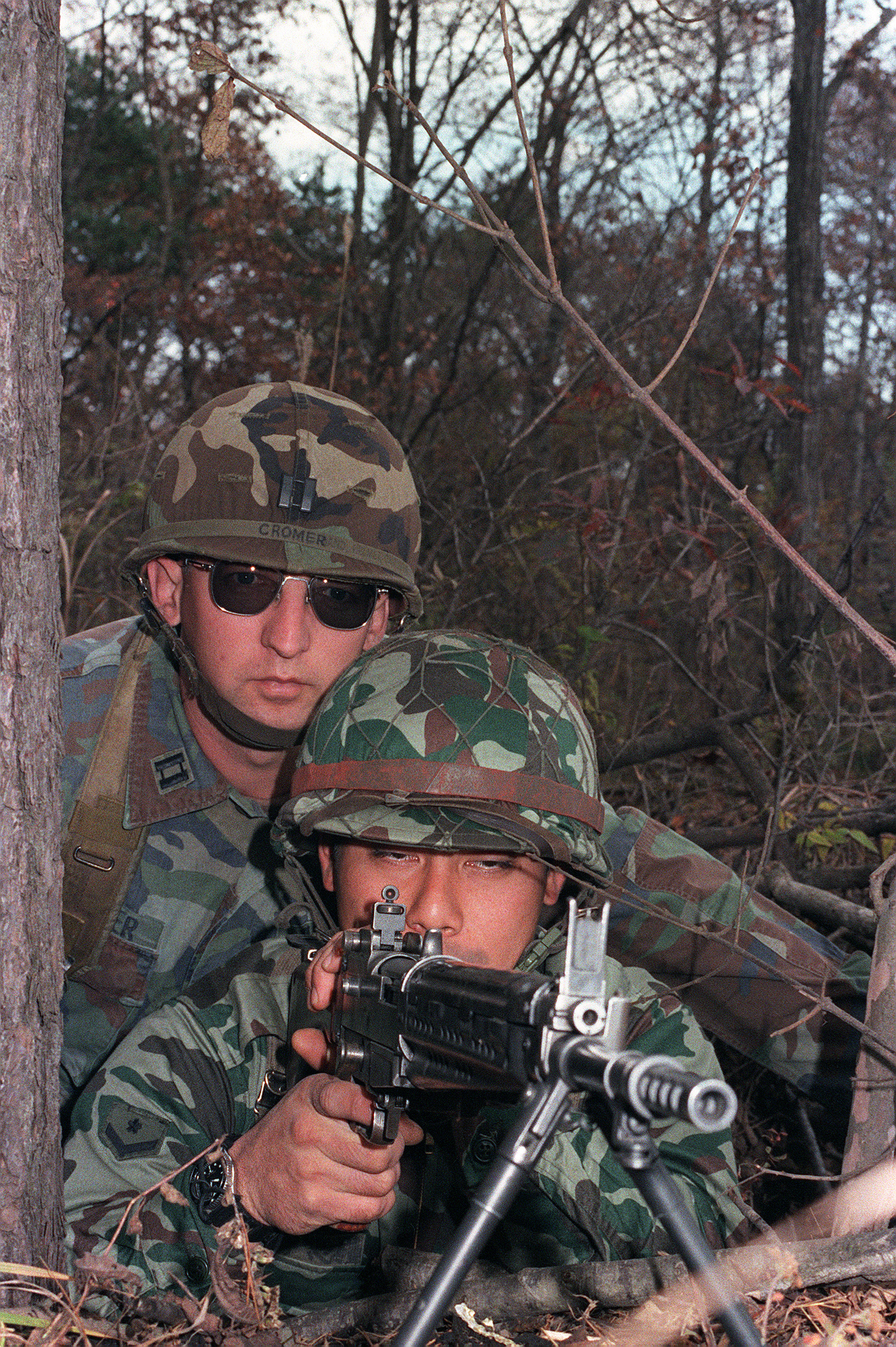
日本陸上自衛隊士兵使用64 式步槍參加美日聯合演習。

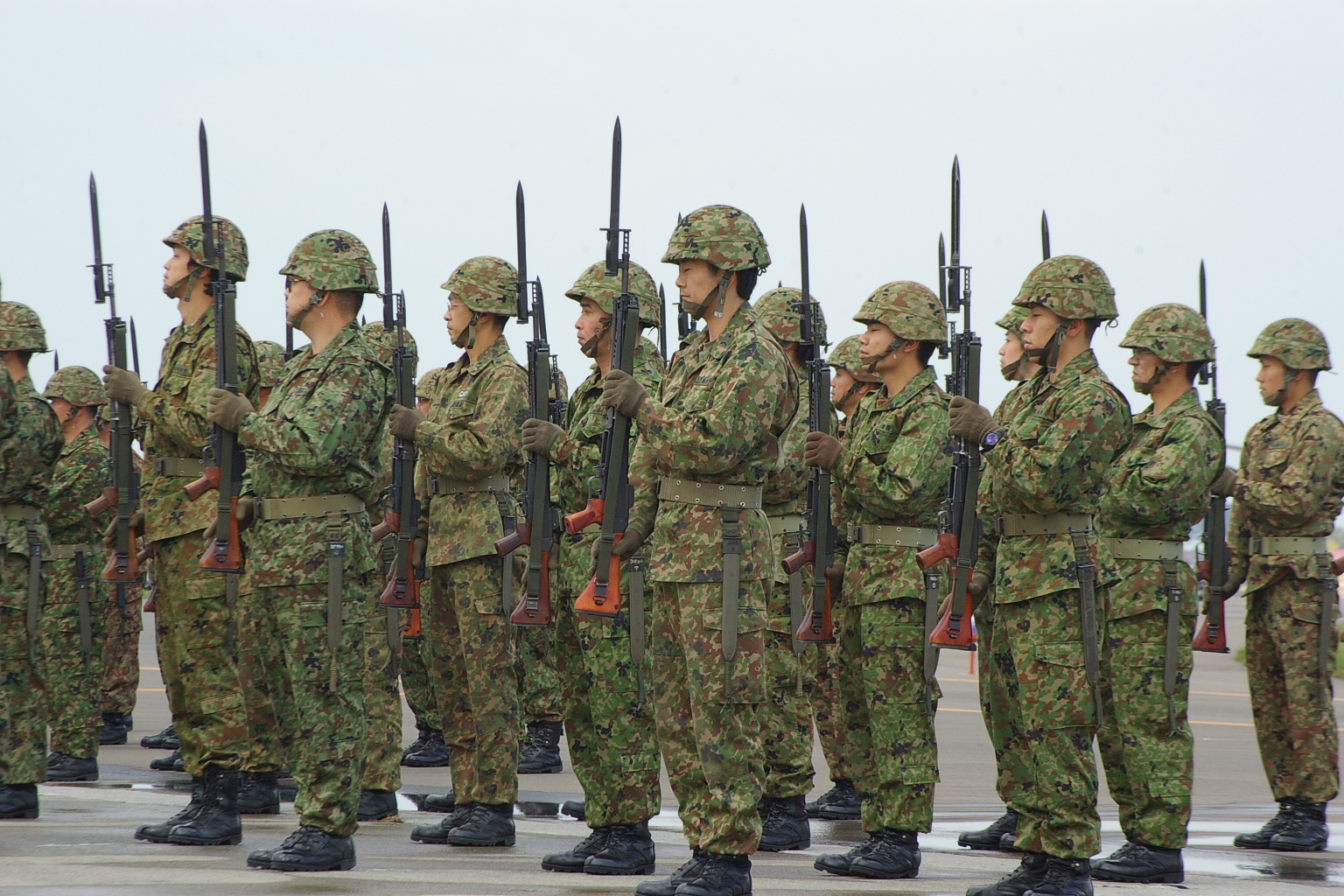
自衛隊持豐和64式

豐和64式步槍，簡稱「64式」，是一款使用於日本自卫队與日本海上保安廳的氣動式戰鬥步槍，64式使用7.62×51毫米NATO彈藥及可拆卸式的20發彈匣。由於日本法令的限制，64式步槍從未輸出到其他國家，僅日本國內使用。現此槍逐漸被較先進的89式步槍以及後來的20式步槍取代，但仍有大批64式服役於自衛隊與日本海上保安廳。

## 研發歷史
日本自衛隊成立後決定自行設計一型適合日本士兵體型的自動步槍以取代當時使用的美製M1加兰德步枪。
主要設計師為銅金義一、横井由之介、岩下源蔵、津野瀬光男，由豐和工業負責開發。
64式步槍在測試靶場內的準確度表現優於美製M14自动步枪，不過部隊實際使用時反映準確度時好時壞，非常不穩定，且由於過於複雜的內部結構導致過多的故障，使用的部隊對其可靠度大為懷疑。
64式步槍使用減量10%的7.62×51毫米NATO特製彈藥以滿足日本士兵對後座力的要求，同時在自動射擊時的槍口上揚也得到了降低。

## 特徵
- 射擊方式：64式的發射模式為：ア（安全）→タ（半自動）→レ（全自動）。／安全／Safety device（Safety position））→／半自動／semi-auto) → ／全自動／Full auto）或（Atare）;同時日文的Atare（当たれ）意為「命中目標」（Hit the target）。

## 狙擊型
64式步槍可加裝光学瞄准镜成為狙擊步槍，不過由於鏡座設計不良只有一隻固定螺絲，瞄準鏡極易移位，影響準確性。加上日本自衛隊的狙擊步槍與瞄準鏡集中使用，狙擊手沒有個人專屬的步槍、瞄準鏡，使得狙擊手無法控制瞄準鏡保持於歸零狀態。目前日本自衛隊狙擊步槍已換裝美製M24狙擊步槍。

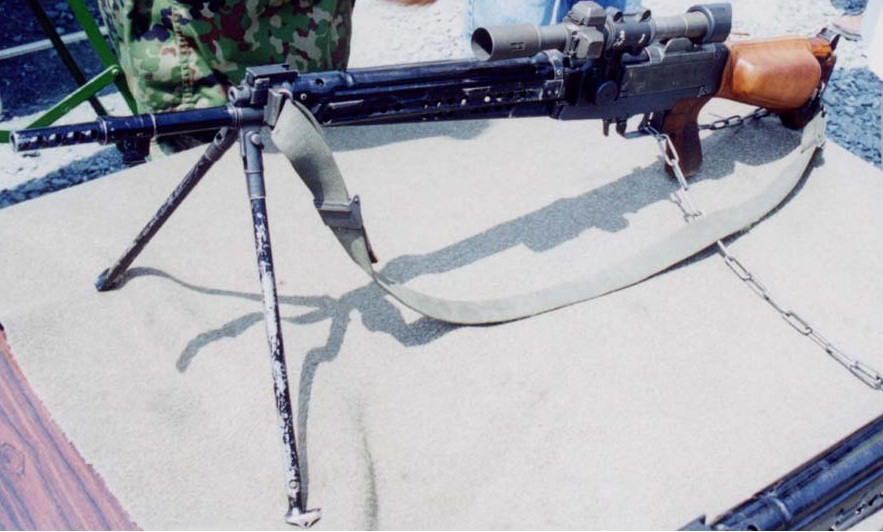
陸上自衛隊豐和64式7.62毫米狙擊步槍

## 目前發展
由於預算的限制，航空自衛隊、海上保安廳與其他自衛隊的二线後備部隊仍舊使用64式步槍，第一线戰鬥部隊已換裝豐和89式步槍。部分日本自衛隊的成員認為64式步槍的傳統铣製鋼質槍身與木質槍托是過時與過重的設計。日本警察的特殊急襲部隊曾短暫的使用過64式作為狙擊步槍。

## 流行文化

### 登場作品
64式步槍曾於有關自衛隊或日本的軍武題材艺术作品中出現。
- 《奇幻自衛隊》
- 《戰國自衛隊1549》
- 《戰國自衛隊・關原之戰》
- 《宣戰布告 (小説)》
- 《超人力霸王THE NEXT》
- 《次元艦隊》
- 《哥斯拉》
- 《死魂曲2》
- 《圖書館戰爭》
- 《卡美拉》（平成三部曲）
- 《刀劍神域Alicization》：為克萊因在GGO所使用的武器。
- 《少女前線》
- 《蔚藍檔案》：桑上佳穗的固有武器「戰略領袖的訣竅」原型。

## 外部參考
- （日語）—HOWA TYPE64 7.62mm RIFLE
- .   [2009-01-01]. （原始内容存档于2009-01-07）.
- .   [2009-01-01]. （原始内容存档于2008-12-22）.
- .   [2009-01-01]. （原始内容存档于2009-02-28）.
- .   [2009-01-01]. （原始内容存档于2009-01-18）.

1. ↑  Brief History , HOWA MACHINERY. （页面存档备份，存于） Retrieved on June 21, 2008.
2. ↑  Howa Type 64 7.62 mm automatic rifle (Japan), RIFLES. （页面存档备份，存于） Retrieved on July 29, 2008.